# Edgardo Toetti
Edgardo Toetti (né le 10 juillet 1910 à Milan et mort le 2 juin 1968) est un athlète italien spécialiste du sprint. Affilié au Sport club Italia, il mesurait 1,87 m pour 80 kg.

## Biographie

### Palmarès
| Date | Compétition           | Lieu        | Résultat | Épreuve   | Performance |
| ---- | --------------------- | ----------- | -------- | --------- | ----------- |
| 1932 | Jeux olympiques d'été | Los Angeles | 3e       | 4 × 100 m | 41 s 2      |
| 1934 | Championnats d'Europe | Turin       | 4e       | 4 × 100 m | 42 s 0      |

### Records
| Épreuve    | Performance | Date |
| ---------- | ----------- | ---- |
| 100 mètres | 10 s 6      | 1928 |
| 200 mètres | 21 s 8      | 1931 |